# Kinjite: Forbidden Subjects
Kinjite: Forbidden Subjects (titulada en España como Kinjite: prohibido en Occidente) es una película de acción protagonizada por Charles Bronson y dirigida por J. Lee Thompson. Producida en 1988 y estrenada en 1989, fue la última película de Thompson y la última en la que colaboró con Bronson.

## Argumento
Hiroshi Hada (James Pax) es un empresario japonés, casado y con dos hijas de corta edad, cuyo matrimonio está pasando por dificultades. Un día, Hada ve en el metro de Tokio a una mujer que es víctima de tocamientos por parte de un pervertido que aprovecha la multitud de gente, y comprueba con fascinación que la mujer gime en silencio, aparentemente excitada, en lugar de gritar o pedir ayuda.
Poco tiempo después, Hada tiene que trasladarse a Los Ángeles con su familia por cuestiones laborales. Una noche, Hada bebe más de la cuenta en una fiesta con sus compañeros de trabajo e intenta hacer con una adolescente lo mismo que vio en el metro de Tokio en un autobús atestado, pero la adolescente grita pidiendo socorro. Hada logra escapar, pero es víctima de un atracador. Mientras tanto, varios hombres de rasgos asiáticos son agredidos por los testigos al creer que uno de ellos es el que ha agredido a la joven, que resulta ser Rita Crowe, hija del Teniente Crowe (Charles Bronson), detective del Dpto. de Policía de Los Ángeles.
Poco después, Fumiko Hada, hija mayor de Hiroshi Hada, es secuestrada por una red de prostitución infantil dirigida por Duke, un conocido proxeneta. El caso de la desaparición es asignado a Crowe, que no siente ninguna simpatía hacia los japoneses. Sin embargo, sus sentimientos comienzan a cambiar cuando comprende el temor y la preocupación de los padres de la niña.
Crowe y su compañero logran encontrar a Fumiko y rescatarla de las garras de Duke; en el proceso matan accidentalmente a uno de los miembros de la banda, pero Duke y los demás logran escapar. Días después, el matrimonio Hada visita a Crowe para llevarle un regalo y un poema de Fumiko como muestra de su gratitud. Rita y Hada se reconocen el uno al otro nada más verse, pero al final ninguno dice nada.
Sin embargo, Fumiko Hada ha quedado profundamente traumatizada por sus experiencias como prostituta infantil. Considerándose totalmente deshonrada, la niña se suicida con una sobredosis de un frasco de heroína que consiguió hurtar a sus captores.
Crowe y su compañero deciden buscar a Duke y así vengar la muerte de Fumiko; gracias al poema de la niña, logran localizarlo oculto en un barco del puerto de la ciudad. Duke y los miembros restantes de su banda logran matar al compañero de Crowe, pero Duke termina cayendo al agua y pidiendo socorro, ya que no sabe nadar.
Al final del filme, Crowe acompaña a Duke a la cárcel, donde pronto queda claro que muchos de los reos lo violarán a la menor oportunidad. Después de dejar a Duke en su celda, ocupada por un preso muy corpulento que describe con todo lujo de detalles lo que le va a hacer, Crowe se marcha tras declarar que «se ha hecho justicia».

## Reparto
- Charles Bronson: Teniente Crowe
- Perry Lopez: Eddie Rios
- Juan Fernández: Duke
- James Pax: Hiroshi Hada
- Peggy Lipton: Kathleen Crowe
- Sy Richardson: Lavonne
- Marion Kodama Yue: Karuko Hada
- Bill McKinney: Padre Burke
- Gerald Castillo: Capt. Tovar
- Nicole Eggert: DeeDee
- Amy Hathaway: Rita Crowe
- Kumiko Hayakawa: Fumiko Hada
- Michelle Wong: Setsuko Hada
- Sam Chew Jr.: McLane
- Danny Trejo: prisionero